# Perfect Love
「Perfect Love」（パーフェクト・ラブ）は、MAXの20作目のシングル。2001年5月16日発売。発売元はavex trax。

## 解説
- 2001年第2弾であり、記念すべき通算20作目のシングル。
- ラテン色の強いサウンドで、MAX（特にMina）のパワフルなボーカルがより顕著な仕上がりに。制作過程において、楽曲をどのようにまとめていくかで苦労し、メンバーとスタッフが何度も話し合ったという。
- 衣装やダンスを決定する上でのテーマは「遊び」。アップテンポのシングル曲としては初めてスタンドマイクを使用。敢えて真似しやすい、比較的憶えやすい簡単な振り付けにしたという。
- ジャケットのイメージである“ロデオガール”はいくつかの企画の中から今までになかったものに着目して決定。
- PVではMinaが髪を振り乱すシーンが多い。激しいダンスを多く担当している。
- 盤収録の全楽曲の作詞、作曲、編曲をT2yaが担当。
- 前作に引き続き川村ゆみが収録曲全曲にわたり、コーラスで参加。

## 収録曲
1. Perfect Love
作詞・作曲・編曲：T2ya
2. Bible ××
作詞・作曲・編曲：T2ya
3. Perfect Love (Instrumental)
4. Bible ×× (Instrumental)

## タイアップ
- 中古車情報誌「カッチャオ」首都圏版CFソング
- 日本テレビ系「SPORTS MAX」エンディングテーマ

## 収録アルバム
Perfect Love
- PRECIOUS COLLECTION 1995-2002 (Disc-2 #8)
- MAXIMUM PERFECT BEST (Disc-1 #8)
- MAXIMUM TRANCE (#11, Future is now mix)